# Jordánia az 1980. évi nyári olimpiai játékokon
Jordánia a szovjetunióbeli Moszkvában megrendezett 1980. évi nyári olimpiai játékok egyik részt vevő nemzete volt. Az országot az olimpián 1 sportágban 4 sportoló képviselte, akik érmet nem szereztek. Jordánia első alkalommal vett részt az olimpiai játékokon.

## Sportlövészet
Nyílt
| Versenyző                    | Versenyszám           | Pont | Helyezés |
| ---------------------------- | --------------------- | ---- | -------- |
| Amíra Halíf                  | Sportpuska, összetett | 1104 | 32.      |
| Amíra Halíf                  | Sportpuska, fekvő     | 591  | 32.      |
| Mohammed Zsbúr               | Sportpuska, fekvő     | 579  | 51.      |
| Mohammed Zsbúr               | Sportpuska, összetett | 1138 | 26.      |
| Mohammed Ísza Mohammed Sáhín | Trap                  | 171  | 31.      |
| Náder Zsorzs Salhúb          | Trap                  | 66   | 34.      |